# Kerron Stewart
Kerron Stewart (* 16. April 1984 in Kingston) ist eine ehemalige jamaikanische Sprinterin.
Die im Saint Catherine Parish aufgewachsene Vizejugendmeisterin im 100-Meter-Lauf von 2000 verließ ihre Heimat, um an der Auburn University das Fach Erwachsenenbildung zu studieren. Ihre sportlichen Erfolge im Bereich der NCAA brachten ihr 2007 den Honda Sports Award ein.
Bei den Weltmeisterschaften 2007 in Osaka wurde sie Siebte über 100 Meter und gewann mit der jamaikanischen 4-mal-100-Meter-Staffel die Silbermedaille.
Bei den Olympischen Spielen 2008 in Peking belegte sie über 100 Meter gemeinsam mit ihrer Landsfrau Sherone Simpson den zweiten Platz in 10,98 s und gewann die Silbermedaille. Zu Gold fehlten ihr zwei Zehntelsekunden auf ihre Landsfrau Shelly-Ann Fraser. Über 200 Meter gewann sie in Peking Bronze in 22,00 s.
Bei den Weltmeisterschaften 2009 in Berlin musste sie sich über 100 Meter in 10,75 s erneut lediglich ihrer Landsfrau und Olympiasiegerin Shelly-Ann Fraser geschlagen geben, diesmal allerdings nur um zwei Hundertstelsekunden.
Im Jahr 2011 erreichte sie bei den Weltmeisterschaften in Daegu das Finale über 100 Meter und belegte dort mit einer Zeit von 11,15 s den sechsten Platz. Im Finallauf über 200 Meter kam sie in 22,70 s auf den fünften Platz. Zusammen mit Shelly-Ann Fraser-Pryce, Sherone Simpson und Veronica Campbell-Brown gewann sie bei diesen Weltmeisterschaften im 4-mal-100-Meter-Staffelwettbewerb mit einer Zeit von 41,70 s die Silbermedaille. Bei den Olympischen Spielen 2012 in London erreichte sie im Finale wiederum zusammen mit Fraser-Pryce, Campbell-Brown und Simpson mit einer Zeit von 41,41 s erneut die Silbermedaille in der 4-mal-100-Meter-Staffel.